# Institut de cardiologie de Montréal
Pour les articles homonymes, voir ICM.
L'Institut de cardiologie de Montréal (ICM) est un centre hospitalier spécialisé dans les soins, la recherche, l'enseignement et la prévention des maladies cardiaques. Il voit aussi au développement et à l'évaluation de nouvelles technologies en cardiologie. Il est situé au 5000, rue Bélanger dans l'arrondissement Rosemont-Petite-Patrie à Montréal
L'Institut emploie aujourd'hui 1 400 personnes dont 44 cardiologues. Il est affilié à l'Université de Montréal  (Réseau universitaire intégré de santé de l’Université de Montréal).

## Histoire
L'Institut de cardiologie de Montréal (ICM) a été fondé en 1954 par le Dr Paul David. En effet, les sœurs grises, alors occupées à la construction d'un nouvel hôpital, lui offrent la direction du tout nouveau département de cardiologie et consentent à ce que ce service devienne une entité entièrement autonome.
Occupant au départ deux étages du nouvel hôpital Maisonneuve (en 1954), l'Institut compte alors 42 lits et son équipe médicale se compose de trois cardiologues et de deux chirurgiens. L'idée de regrouper sous un même toit tous les services de cardiologie fera son chemin et l'Institut deviendra un modèle transposé dans plusieurs pays.
En janvier 1966, l'Institut s'installe dans un édifice tout neuf, rue Bélanger, aménagé selon des critères bien précis et qui sera agrandi dix ans plus tard. En 1995, une nouvelle aile vient compléter l'Institut pour loger adéquatement le centre de recherche qui a pris une expansion considérable au cours des ans. Le docteur Paul David fut l'âme dirigeante de l'Institut jusqu'à son décès en 1999.

Vue panoramique de l'Institut de cardiologie de Montréal
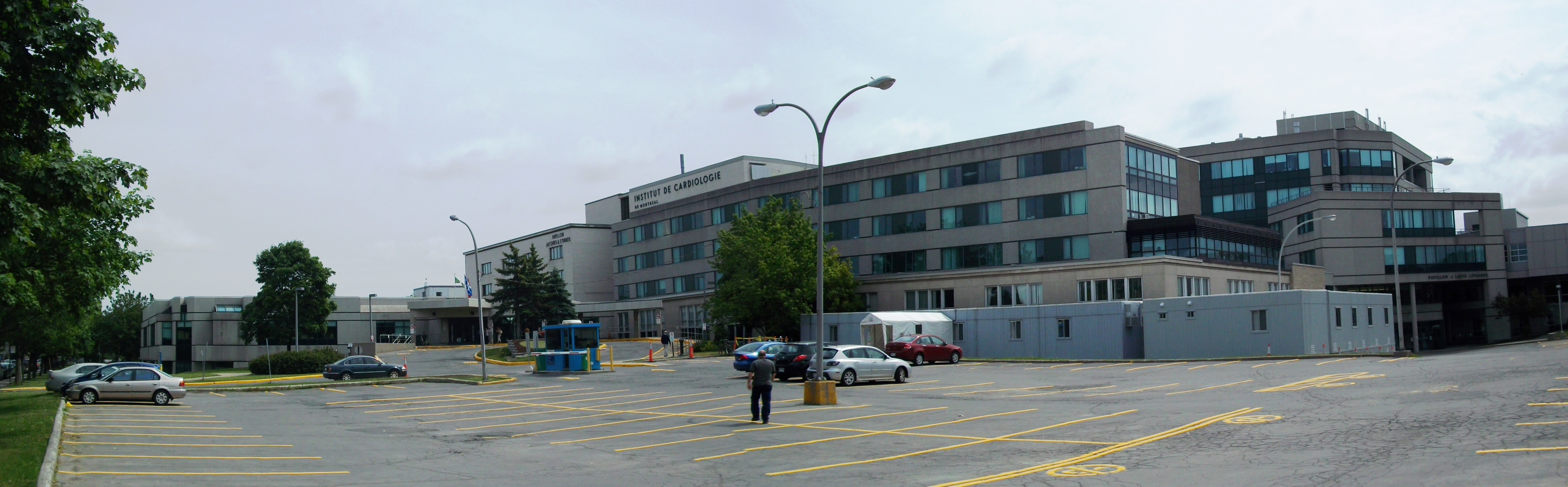